# Mosteiro de Lorvão
O Mosteiro de Santa Maria de Lorvão ou simplesmente Mosteiro do Lorvão localiza-se na freguesia de Lorvão, município de Penacova, distrito de Coimbra, em Portugal.
Foi um importante mosteiro e centro de produção de manuscritos iluminados no século XII, servindo depois como mosteiro feminino. Depois da extinção das Ordens Religiosas em Portugal no século XIX, viu novo uso já no século XX como hospital psiquiátrico, o Hospital Psiquiátrico do Lorvão, encerrado em 2012.
O Mosteiro do Lorvão encontra-se classificado como Monumento Nacional desde 1910.

## História
Embora a época da fundação do mosteiro tenha sido aventada ao século VI, a data mais provável dessa fundação será na sequência da primeira reconquista cristã de Coimbra, em 878.

### Idade Média

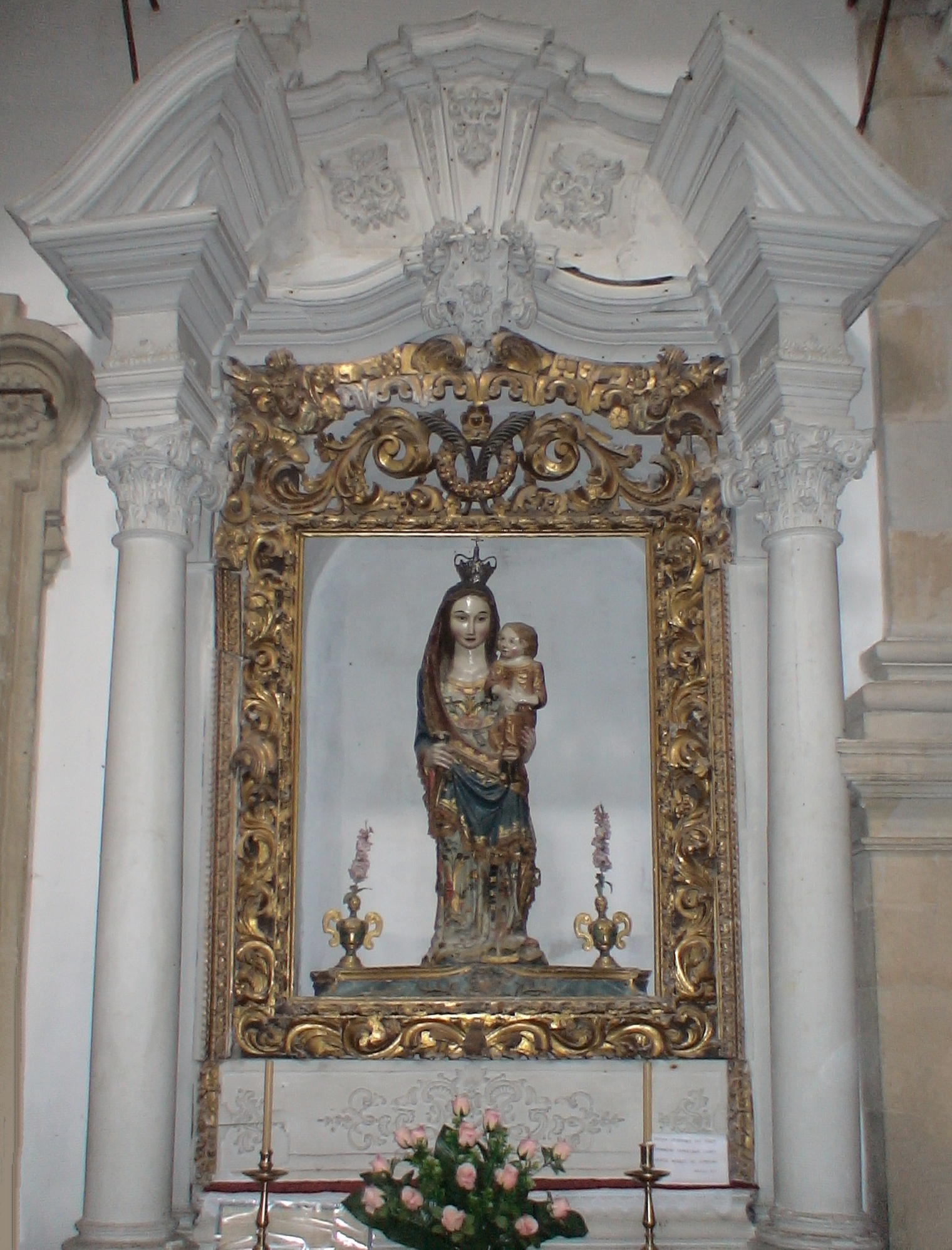
Nossa Senhora da Vida, século XIV

O mosteiro era originalmente um mosteiro masculino. No século X, a sua importância era já considerável, estatuto que manteve ao longo de toda a Idade Média. Em meados do século XI, o mosteiro adoptou a Regra Beneditina, sendo dedicado a São Mamede. 
Na segunda metade do século XII, durante o reinado de D. Afonso Henriques, primeiro rei de Portugal, aconteceram importantes remodelações, das quais resultaram, muito possivelmente, um novo claustro e uma igreja de três naves. Isto coincidiu com o governo do Abade João (1162-1192), durante o qual o mosteiro do Lorvão, a par do mosteiro de Santa Cruz de Coimbra, foi um dos principais centros de produção de manuscritos iluminados do jovem reino.  Destacam-se entre a produção do scriptorium do Lorvão o Livro das Aves, executado no final do reinado de D. Afonso Henriques (1184), e o Apocalipse do Lorvão, executado já durante o reinado de D. Sancho I (1189). 
No ano de 1206, o mosteiro passou para a Ordem de Cister, e passou ao mesmo tempo a ser um mosteiro feminino, tendo agora por invocação Santa Maria. Esta profunda transformação deveu-se à infanta Beata Teresa de Portugal, filha de D. Sancho I e mulher de Afonso IX de Leão, que depois de ter tido três filhos com o monarca leonês viu o matrimónio ser declarado inválido por consaguinidade e regressou a Portugal, vivendo no mosteiro até à data da sua morte, em 1250. A infanta encontra-se hoje sepultada na igreja do mosteiro juntamente com sua irmã, a Beata Sancha de Portugal, em urnas executadas já no século XVIII, depois da beatificação das infantas em 1705, pelo ourives portuense Manuel Carneiro da Silva, em 1714. Estas duas infantas foram as que depois da morte do pai mantiveram um litígio com o irmão, o rei D. Afonso II, sobre os seus direitos.

### Séculos XVI-XVIII

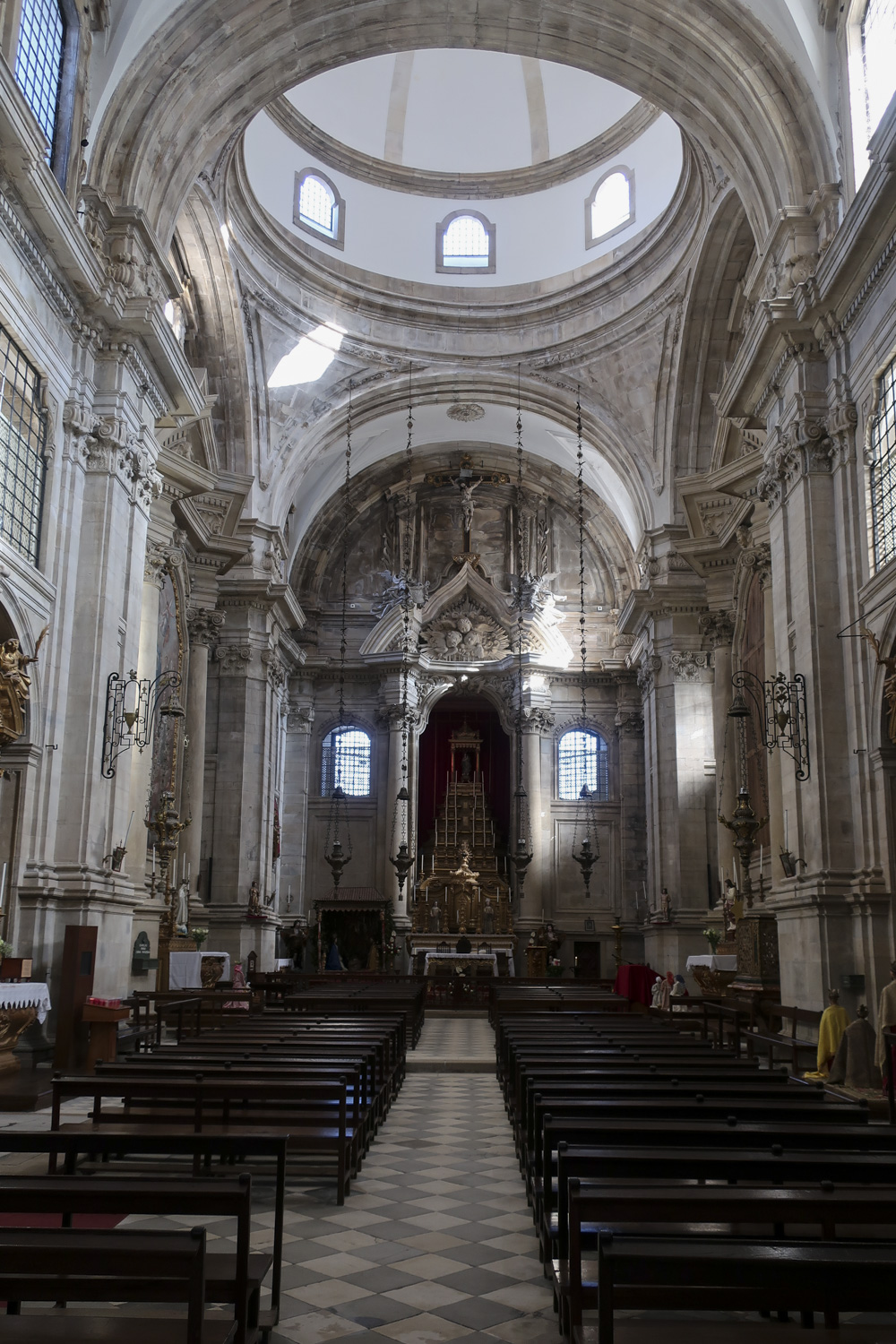
Interior da igreja

As mudanças da época de D. Teresa na primeira metade do século XIII devem ter implicado novas remodelações do mosteiro. Infelizmente, de todas as obras medievais apenas existem hoje os capitéis em estilo românico nas capelas do claustro. O Mosteiro atinge grande esplendor com as Abadessas D. Catarina de Eça (1472 - 1521) e D. Bernarda de Lencastre (1560 - 1564), com esculturas do período manuelino. No último quartel do século XVI o claustro sofreu remodelações ao gosto renascentista, e grandes campanhas de obras iniciadas na década de 1620 - o pórtico da igreja data de 1630 - e continuadas no século XVIII acabariam por dar ao mosteiro o seu aspecto actual, de sabor já barroco. Ao claustro foram acrescentadas varandas (1677), e a talha dourada invadiu o interior da igreja. Do século XVIII é digno de nota o cadeiral do coro-baixo, executado entre 1742 e 1747 em jacarandá e nogueira, e a reconstrução da igreja, sob influência do convento de Mafra, entre 1748 e 1761 - época em que também por exemplo o mosteiro de Tibães sofreu remodelações semelhantes.

### Século XIX
Depois das Guerras Liberais, a extinção das Ordens Religiosas em Portugal em 1834 extinguiu inicialmente apenas os conventos masculinos. A extinção final das ordens religiosas femininas ficou regulada apenas em 1862, quando se decidiu que o convento ou mosteiro seria extinto aquando da morte da última religiosa. A última freira do mosteiro do Lorvão viria a falecer em 1887. Entretanto, grande parte do património do mosteiro foi adquirido às freiras, encontrando-se hoje disperso por vários museus nacionais. Um exemplo é o Apocalipse do Lorvão, que em 1853, com autorização das freiras, foi levado para a Torre do Tombo por Alexandre Herculano. 

### Século XX
O Mosteiro do Lorvão integrou a lista original dos primeiros edifícios classificados como Monumento Nacional em Portugal, pelo Decreto de 16-06-1910, DG n.º 136, de 23-06-1910. Mantém o espaço da Igreja, Cadeiral, Claustro do Silêncio e Zimbório(cúpula do monumento), que convidam a uma visita enriquecedora e memorável.
Durante o Estado Novo, o edifício do convento, e toda a zona envolvente, já em adiantado estado de degradação, foi requalificado como hospital psiquiátrico por iniciativa do professor Fernando Baeta Bissaia Barreto Rosa. Esta adaptação pode ser estudada através de fontes documentais, bibliográficas e fotográficas existentes no Centro de Documentação Bissaya Barreto em Coimbra, onde existe também um livro de notas do século XVIII. A criação do Centro Hospitalar Psiquiátrico de Coimbra, em 2007, decidiu também o encerramento do Hospital Psiquiátrico do Lorvão a médio prazo. Em 2011 tinha ainda 92 utentes: 30 internamentos residentes femininos e 62 masculinos. Os últimos utentes foram transferidos em 2012 para outras unidades, principalmente em Miranda do Corvo e Condeixa-a-Nova.

### Século XXI
A 3 de maio de 2014, foi a inauguração dum exemplar único de um órgão Ibérico de Dupla face (após cerca de 25 anos do inicio da reparação). Orgão de dimensões e sonoridade fora do comum, quer pelas suas dimensões quer pelas suas caracteristicas enquanto instrumento musical.
Em 2018, o governo pretende transformar em hotel de cinco estrelas as alas do mosteiro onde funcionou, até 2012 o hospital psiquiátrico.

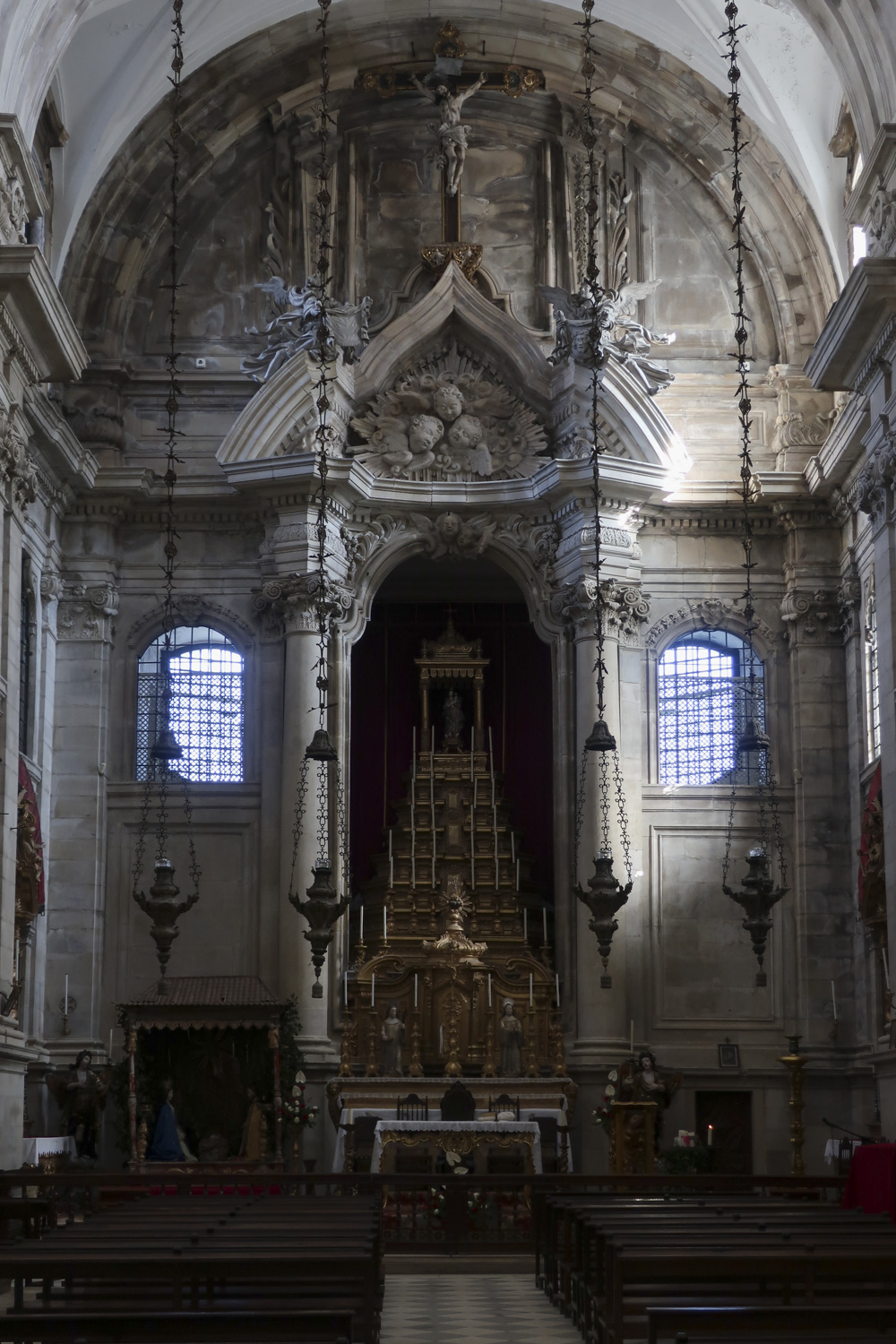
Altar-mor
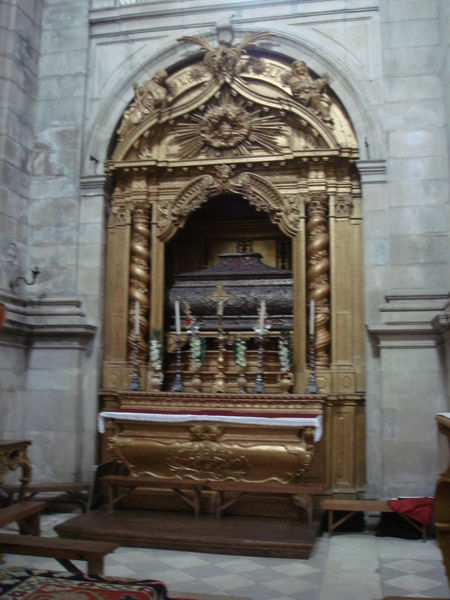
Túmulo da Beata Sancha de Portugal
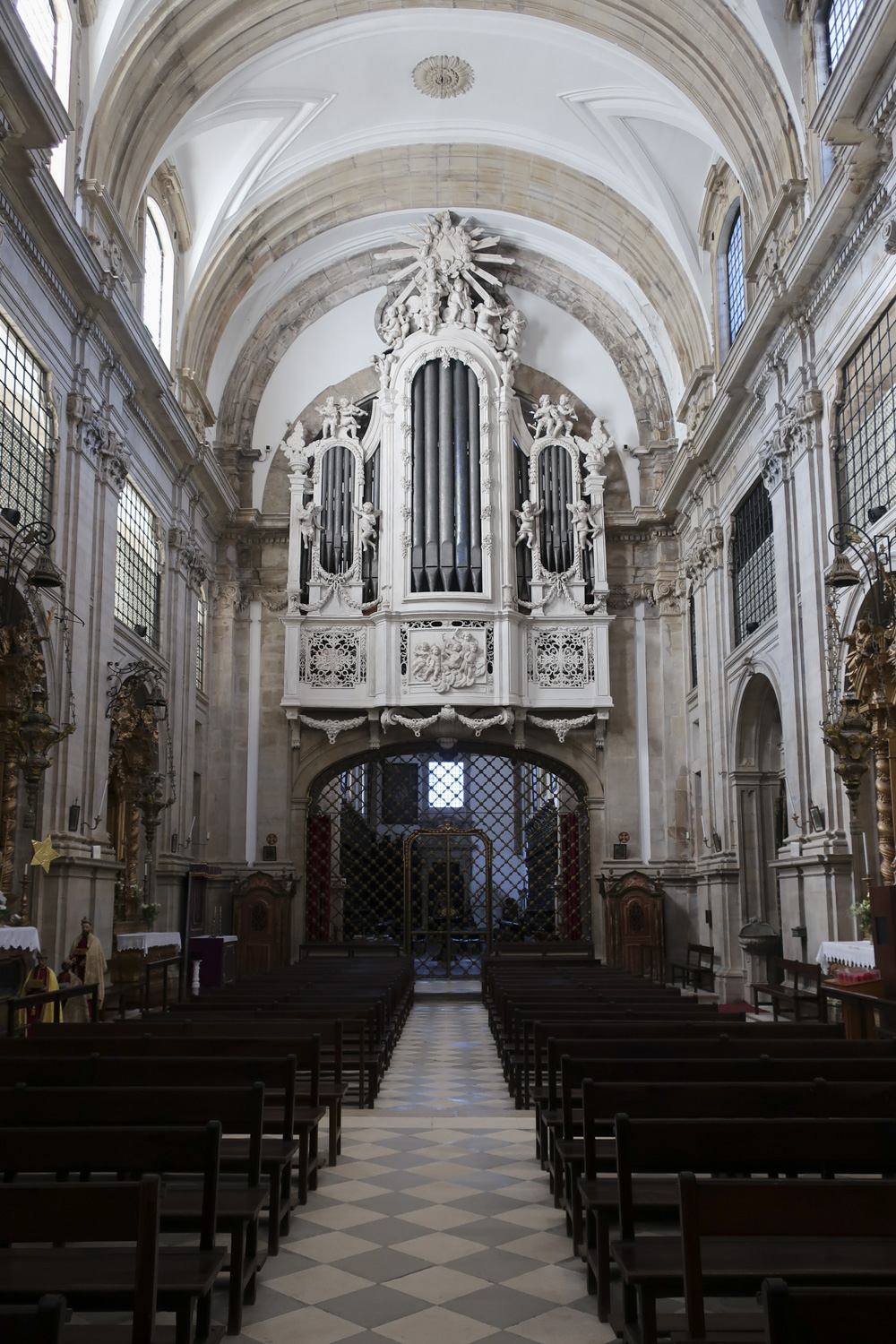
Interior da igreja
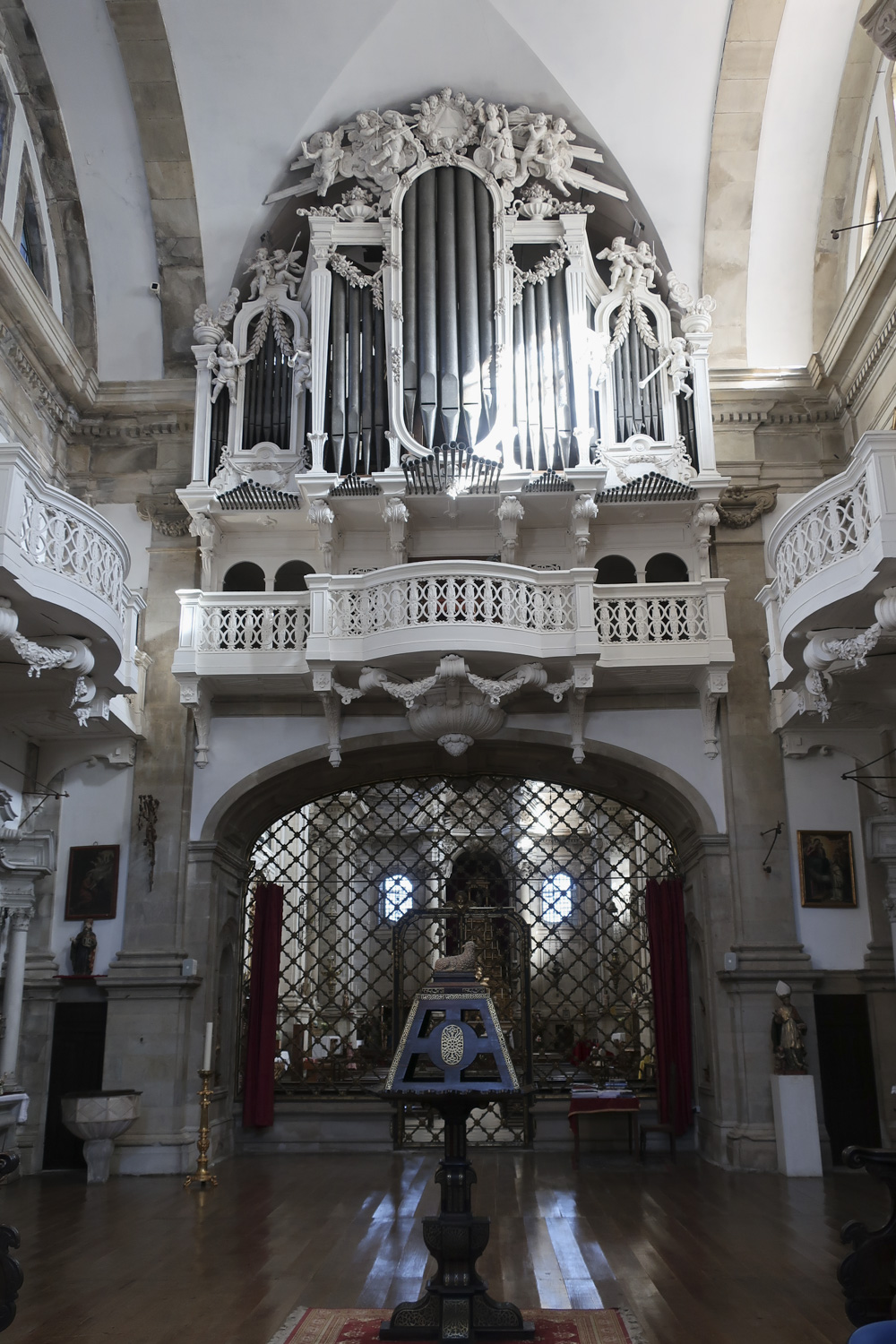
Interior da igreja
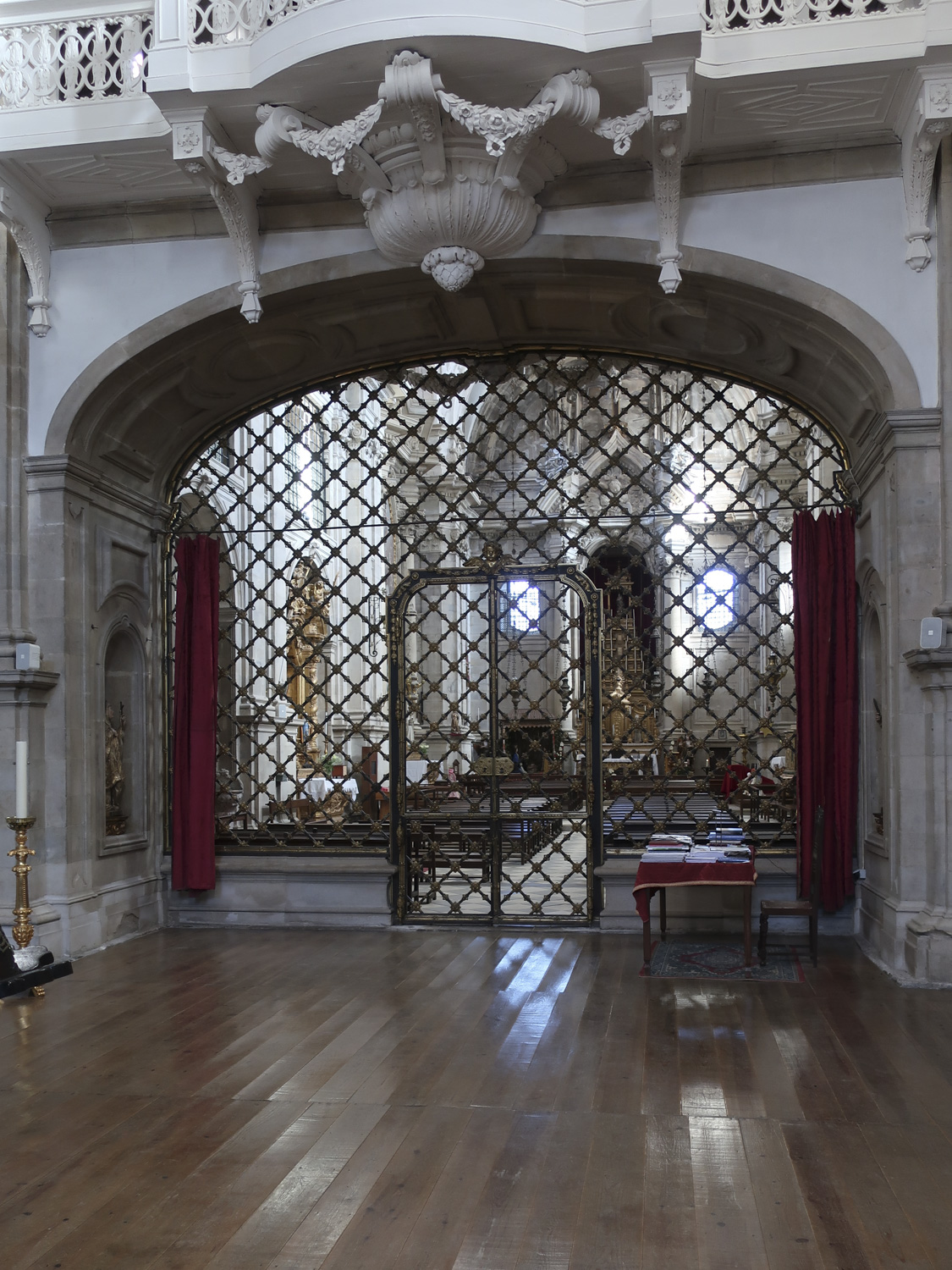
Interior da igreja; gradeamento
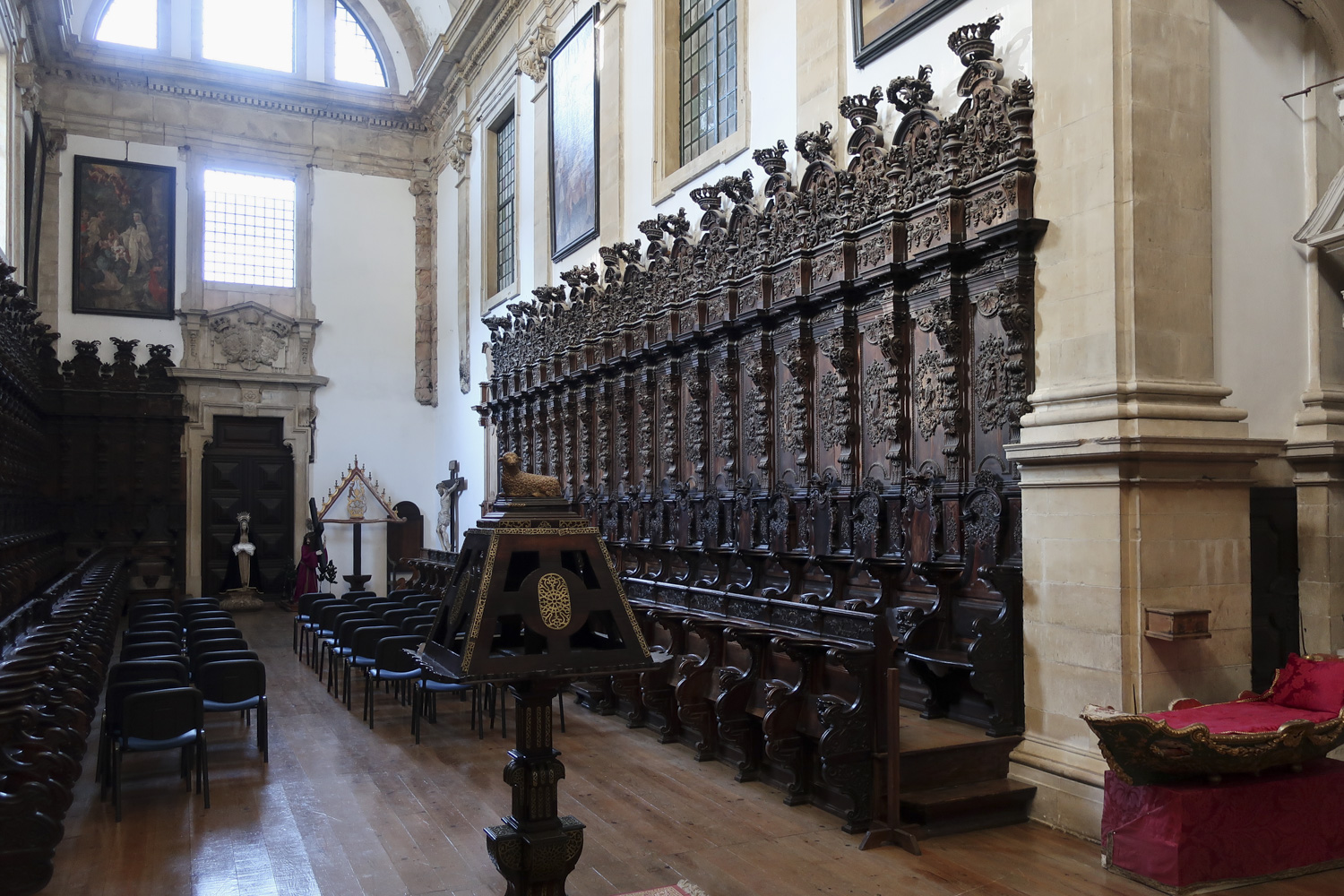
Coro; Cadeiral
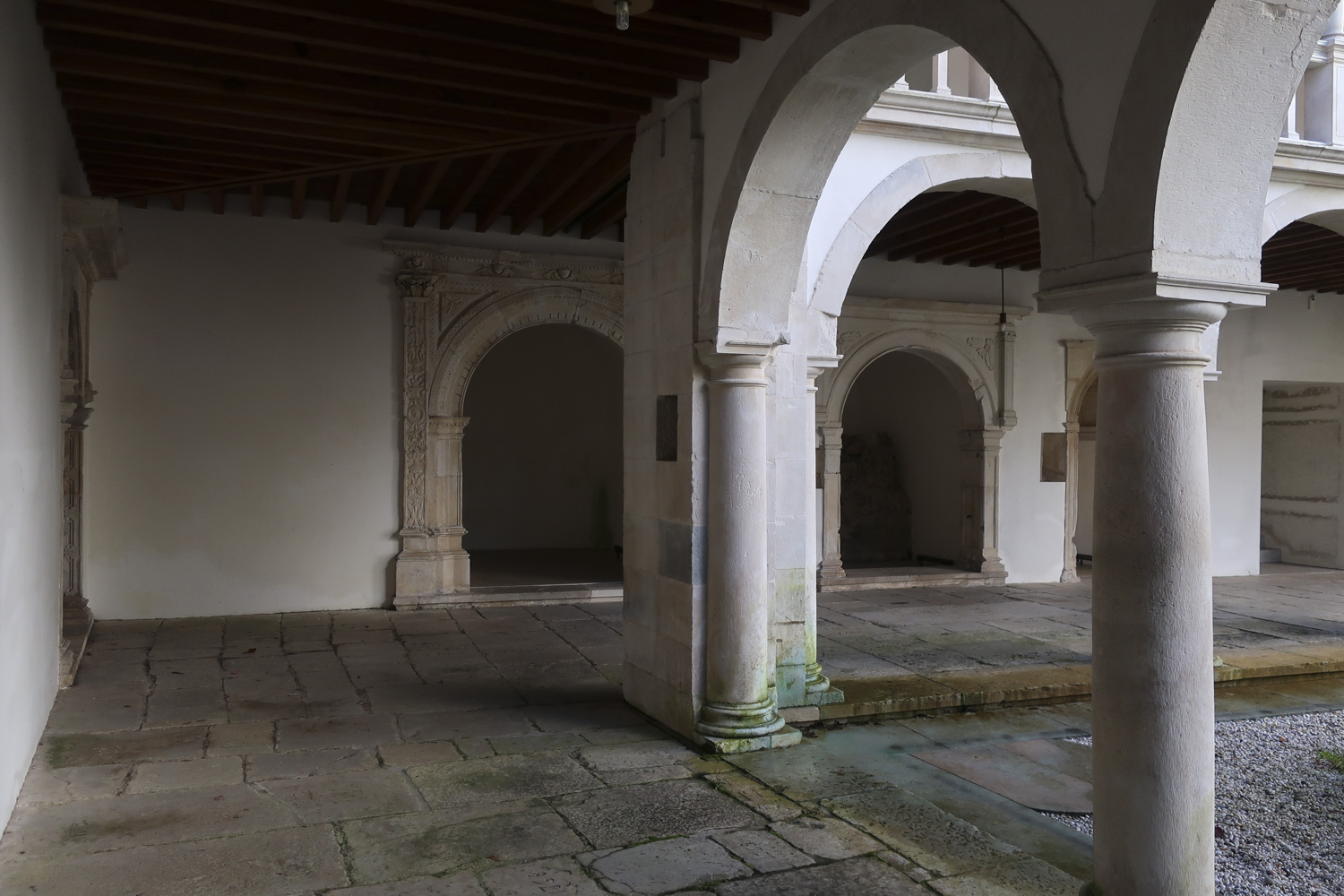
Claustro

## Freiras ilustres
Entre as freiras que se recolheram a mosteiro destacam-se:
- Infanta Beata Teresa de Portugal (ca. 1181-1250), filha de D. Sancho I de Portugal e mulher de Afonso IX de Leão
- D. Dulce I de Leão (ca. 1195-ca. 1245), filha de Afonso IX de Leão e D. Teresa
- Teresa Mendes de Sousa (1220-1292), filha de Mem Garcia de Sousa
- Infanta D. Urraca (ca. 1260-ca. 1290), filha de D. Afonso III
- D. Catarina de Eça (c. 1444 - 1521), bisneta de D. Pedro I e D. Inês de Castro
- D. Filipa de Eça, (c. 1480 - c. 1551), trineta de D. Pedro I e D. Inês de Castro
- D. Bernarda de Lencastre (? - c. 1564), neta de D. Manuel I